# Petr Novický
Petr Novický (26. březen 1948 Olomouc) je bývalý český basketbalista, reprezentant Československa v letech 1969-1975. Účastník olympijských her, mistrovství světa, mistrovství Evropy a univerziády.
Novický byl oporou Zbrojovky Brno se kterou získal sedm medailí v nejvyšší československé basketbalové soutěži. Patřil k úspěšné generaci brněnského basketbalu, která dokázala v letech 1969-1974 vybojovat účast ve finále Poháru mistrů evropských zemí (PMEZ), Poháru vítězů národních pohárů (PVP) a Interkontinentálního poháru. Největšího úspěchu v reprezentačním dresu dosáhl na mistrovství Evropy v Itálii 1969, kde československý tým získal bronzové medaile.
Během své vrcholové kariéry oblékal dres Spartaku ZJŠ Brno (1966-1968), Zbrojovky Brno (1968-1974), Techniky Brno (1974-1975) a Baníku Ostrava (1975-1981).

## Přehled úspěchů

### Olympijské hry
- Mnichov 1972 (8. místo)

### Mistrovství světa
- Ljubljana, Jugoslávie 1970 (6. místo)

### Mistrovství Evropy
- Neapol, Itálie 1969 (3. místo)
- Essen, SRN 1971 (5. místo)
- Barcelona, Španělsko 1973 (4. místo

### Univerziáda
- Moskva 1973 (8. místo)

### Mezinárodní poháry
- finále Interkontinentálního poháru 1969

### Evropské poháry
- finále Poháru mistrů evropských zemí (PMEZ) 1968
- čtvrtfinále Poháru vítězů národních pohárů (PVP) 1973
- finále Poháru vítězů národních pohárů (PVP) 1974

### 1. liga ČSSR
- 1. místo: 1968
- 2. místo: 1966, 1971, 1972
- 3. místo: 1969, 1970, 1973